# Lederia ehlem
Lederia ehlem là một loài bọ cánh cứng trong họ Melandryidae. Loài này được Von Heyden miêu tả khoa học năm 1884.